# Rechtsstreit um die finanziellen Unterlagen von Donald Trump
Der Rechtsstreit um die finanziellen Unterlagen des US-Präsidenten Donald Trump betrifft primär zwei Klagen, die konsolidiert wurden:
- Jene von Trump gegen seine damalige Buchhaltungsfirma, Mazars USA, LLP
- Jene von Trump gegen einen Darlehensgeber, Deutsche Bank AG

In beiden Fällen ersuchte ein Ausschuss des Repräsentantenhauses um Unterlagen aus der Zeit vor Trumps Amtszeit; unter Strafandrohung (sogenannte subpoena) wurden die Unternehmen dazu aufgefordert, die Dokumente einzureichen.
Auf einem Nebenschauplatz geht es um die Klage von Trump gegen den Staatsanwalt von Manhattan (New York County), Cyrus Vance Jr., der für Strafuntersuchungen ebenfalls Informationen über Trumps Geschäfte sucht.
Alle drei Fälle wurden am 12. Mai 2020 vor dem Supreme Court verhandelt. Bedingt durch die Coronavirus-Pandemie wurde eine Supreme-Court-Verhandlung erstmals in der Form einer Telefonkonferenz abgehalten, und zum ersten Mal wurde eine Verhandlung live im Internet verbreitet.
In allen drei Fällen wird das Urteil für Juni/Juli 2020 erwartet. Die strafbewehrten Aufforderungen an Mazars und die Deutsche Bank verfallen am Ende der 116. Legislaturperiode, das heißt am 3. Januar 2021.

## Trump v. Mazars USA, LLP und Trump v. Deutsche Bank AG
Mit beiden Klagen hat Trump in jeder Instanz Niederlagen erlitten. Er zog die beiden Fälle an den Supreme Court, den obersten Gerichtshof der USA, weiter. Trump v. Mazars wurde am 13. Dezember 2019 zum certiorari angenommen, und er wurde sogleich mit der verwandten Klage gegen die Deutsche Bank verknüpft.
Die Anwälte Trumps argumentierten im Wesentlichen:
- das Ansinnen des Ausschusses würde den Präsidenten belästigen und in seiner Arbeit behindern
- als einzige Zwangsmassnahme gegen den Präsidenten sei von der Verfassung her das Amtsenthebungsverfahren vorgesehen
- der Ausschuss verfolge kein gesetzgeberisches Ziel, es sei auch unklar, welche Motive der Ausschuss wahrhaftig verfolge

Die Anwälte des Ausschusses trugen vor:
- dass grundsätzlich jede Person vor den parlamentarischen Ausschüssen aussagen muss bzw. Dokumente einreichen muss, wenn sie dazu aufgefordert wurde
- die Informationsbeschaffung mit strafbewehrten Vorladungen sei ein Mittel, mit welchem der Kongress die Effektivität der zuvor verabschiedeten Gesetze überprüfen könne
- dass Ermittlungen darüber, ob Donald Trump sich von ausländischen Kreditgebern abhängig gemacht habe, für die spätere Gesetzgebung sinnvoll seien (z. B. eine Rechenschaftspflicht für Präsidenten und Präsidentschaftskandidaten)
- dass die gesuchten Informationen jenen Zeitraum betreffen, in welchem Donald Trump keinerlei politischen Ämter ausübte, weswegen keine Form von Immunität greifen könne
- dass der Präsident nicht über dem Gesetz stehe – andere Individuen können auch nicht Vorladungen und Klagen abwehren, indem sie eine hohe Arbeitsbelastung behaupten
- Im Fall United States v. Nixon wurde 1974 festgehalten, dass ein amtierender Präsident zur Herausgabe von Dokumenten gezwungen werden könne; im Fall Paula Jones v. Clinton (1997) entschied der Supreme Court, dass ein Präsident für sämtliche Aktivitäten vor seiner Amtszeit keinerlei Immunität genießt, und dass juristische Verfahren in solchen Fällen auch nicht bis zum Ende seiner Amtszeit warten müssen.

Der Supreme Court entschied mit einer 7-zu-2-Mehrheit, dass der Fall an die Vorinstanz zurückgeht. Ein Grund liegt darin, dass der Anwalt der Komitees des Repräsentantenhauses nicht ausreichend begründet habe, inwiefern das Recht der Komitees, Dokumente von amtierenden Präsidenten einzufordern, beschränkt sei. Es gilt als unwahrscheinlich, dass die Komitees die Unterlagen noch vor der nächsten Präsidentenwahl (3. November 2020) erhalten.

## Trump v. Vance
Im Fall Trump v. Vance hat der Supreme Court mit einer 7-zu-2-Mehrheit entschieden, dass der Staatsanwalt Zugriff auf Donald Trumps Steuerunterlagen erhält.